# Iván Hernández
Iván Hernández Soto (Madrid, 27 febbraio 1980) è un ex calciatore spagnolo, di ruolo difensore.